# جائزة أفضل لاعب كرة قدم في العالم 1994

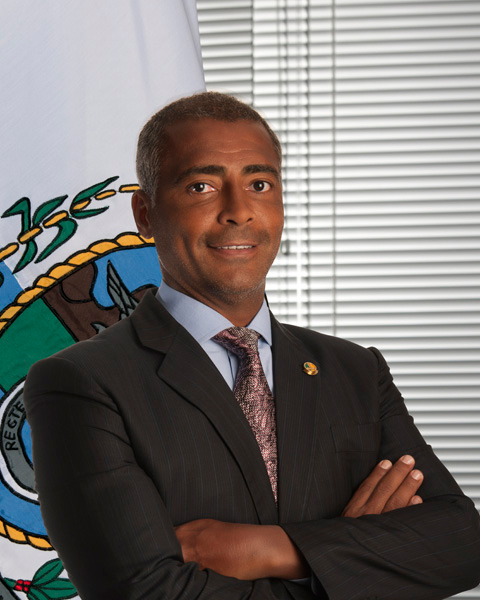

فاز بجائزة أفضل لاعب في العالم  في 1994 البرازيلي روماريو.
http://www.rsssf.com/miscellaneous/fifa-awards.html#player10